# Based on a True Story (álbum de Mack 10)
| Críticas profissionais | Críticas profissionais |
| Avaliações da crítica  | Avaliações da crítica  |
| Fonte                  | Avaliação              |
| ---------------------- | ---------------------- |
| Allmusic               | link                   |
| Robert Christgau       | link                   |
| The Source             | link                   |

Based on a True Story é o segundo álbum de estúdio do rapper americano Mack 10, lançado em 16 de Setembro de 1997 pela Priority Records. Chegou ao número 14 na Billboard 200 e ao número 5 na Billboard Top R&B/Hip-Hop Albums. Um dos singles, "Backyard Boogie", chegou ao número 23 na Billboard Hot R&B/Hip-Hop Songs, e também teve sucesso em outras paradas. O álbum apresenta participações especiais de Ice Cube, E-40, Snoop Dogg, Allfrumtha I e The Comrads.
Junto com os singles, video clipes foram produzidos para duas canções: "Backyard Boogie" e "Only in California", com Ice Cube e Snoop Dogg.
"Dopeman" é uma versão cover de uma canção de mesmo do grupo N.W.A, lançada em 1987.

## Lista de faixas
1. "Mack Manson" (Intro)
2. "Chicken Hawk II"
3. "Mack 10, Mack 10" (featuring Allfrumtha I & The Comrads)
4. "Bangin' Gears" (Insert)
5. "Backyard Boogie"
6. "Can't Stop"  (featuring E-40)
7. "Tonight's the Night" (featuring Squeak Ru)
8. "Aqua Boogie" (Insert)
9. "The Guppies" (featuring Ice Cube)
10. "Inglewood Swangin'"
11. "Dopeman"
12. "What You Need? (Dopeman '97)"
13. "Only in California" (featuring Ice Cube & Snoop Dogg)
14. "Gangster Poem" (Insert)
15. "W/S Foe Life"
16. "Based on a True Story"

## Histórico nas paradas
Álbum
| Parada (1997)                           | Melhor posição |
| --------------------------------------- | -------------- |
| E.U.A. Billboard 200                    | 14             |
| E.U.A. Billboard Top R&B/Hip-Hop Albums | 5              |

Singles
| Canção               | Parada (1997/98)                                 | Melhor posição |
| -------------------- | ------------------------------------------------ | -------------- |
| "Backyard Boogie"    | Estados Unidos Billboard Hot 100                 | 37             |
| "Backyard Boogie"    | Estados Unidos Billboard Hot R&B/Hip-Hop Songs   | 23             |
| "Backyard Boogie"    | Estados Unidos Billboard Rap Songs               | 5              |
| "Backyard Boogie"    | Estados Unidos Billboard Rhythmic Airplay Chart  | 23             |
| "Only In California" | Estados Unidos Billboard Hot R&B/Hip-Hop Airplay | 52             |
| "Only In California" | Estados Unidos Billboard Rhythmic Airplay        | 37             |